# Chilopselaphus
Chilopselaphus is een geslacht van vlinders van de familie tastermotten (Gelechiidae).

## Soorten
- C. albella Amsel, 1935
- C. balneariellus Chrétien, 1907
- C. ethicodes Meyrick, 1920
- C. fallax Mann, 1867
- C. neurophanes (Meyrick, 1926)
- C. niphorrhoa (Meyrick, 1926)
- C. numidellus Chrétien, 1915